# Planície de Erzinjane
A planície de Erzinjane (em turco: Erzincan ovası; em armênio: Երզնկաի դաշտ; romaniz.: Erznkai dašt) é uma planície situada na província de Erzinjane, na Turquia. Grosso modo, corresponde à histórica Alta Armênia. Tem 40-45 quilômetros de comprimento, 13-15 quilômetros de largura e 1 200-1 400 metros de altura. As rochas metamórficas e dobradas que formam a base da planície são cobertas por depósitos modernos de arenito. Está numa zona sísmica, onde vários terremotos destrutivos ocorreram ao longo da história. É rica em águas minerais e possui reservas significativas de petróleo e asfalto. O clima é temperado quente e seus solos são férteis. É comum o cultivo de cereais (incluindo arroz), hortaliças e vegetais, uvas, algodão etc.